# Riserva naturale delle Baylands

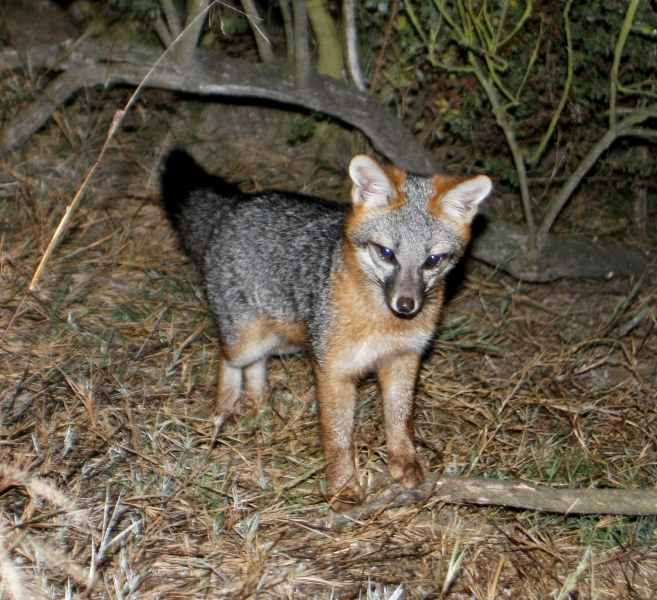
Cucciolo di volpe grigia nella riserva

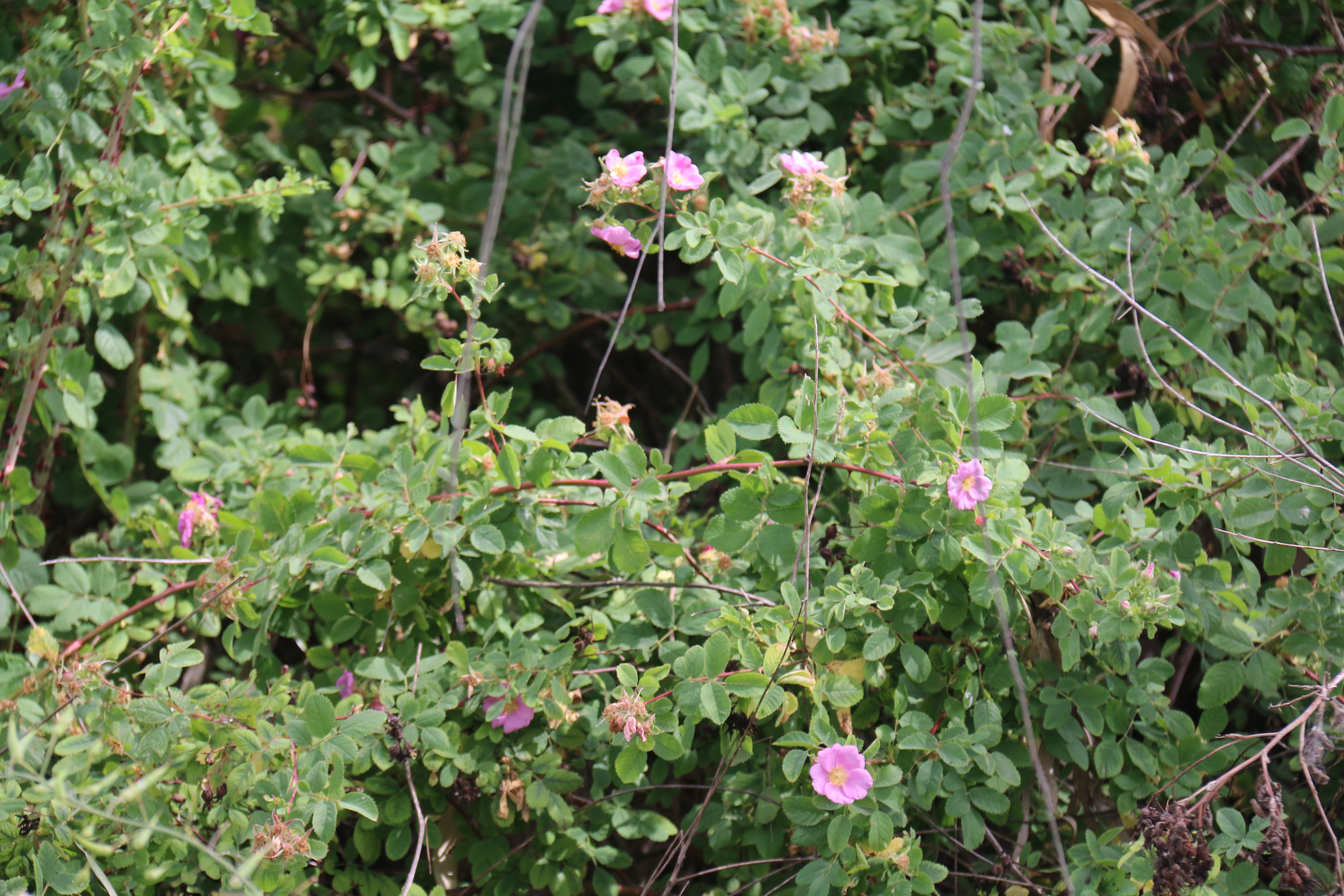
Questo cespuglio spinoso di rosa della California lungo il Matadero Creek cela una tana di volpe grigia

La riserva naturale delle Baylands (Baylands Nature Preserve), nota colloquialmente come riserva naturale delle Baylands di Palo Alto (Palo Alto Baylands Nature Preserve), è il tratto più esteso di zona palustre intatta rimasta nella baia di San Francisco. Ventiquattro chilometri di sentieri di utilizzo molteplice consentono di accedere ad un insieme unico di habitat di marea e di acqua dolce. La riserva copre una superficie di 8 km² a cavallo dei comuni di Palo Alto ed East Palo Alto ed è di proprietà della città di Palo Alto, in California. Costituisce un importante habitat per gli uccelli limicoli migratori ed è considerata una delle migliori aree per il birdwatching della West Coast.

## Geografia
Le Baylands di Palo Alto sono ubicate a 37°27′34.59″N 122°06′23.08″W nella contea di Santa Clara. Il territorio della riserva comprende l'ex porto degli yacht, l'aeroporto di Palo Alto, il campo da golf municipale, il Duck Pond e l'area da picnic adiacente, il Baylands Athletic Center, la stazione nautica, il Lucy Evans Baylands Nature Interpretive Center, la Harriet Mundy Marsh e il bacino di contenimento di Palo Alto. Il bacino di contenimento è costeggiato dall'Adobe Creek e dal Matadero Creek e viene mantenuto a circa sessanta centimetri sotto il livello del mare in modo da raccogliere le acque nel caso di alluvioni nella parte bassa di Palo Alto. All'estremità nord-occidentale le Baylands si estendono oltre il San Francisquito Creek, anche se in passato il torrente era solito sfociare nella baia in corrispondenza del sito dell'ex Yacht Club. Alla fine degli anni '20 furono costruiti degli argini per deviare il San Francisquito Creek lontano dalla sua foce originaria, facendogli compiere una brusca svolta a nord per circa un chilometro, quindi a nord-est, prima di gettarsi nella baia. Con il materiale prodotto dal dragaggio dell'ex Yacht Club sono state colmate le paludi per costruirvi l'aeroporto di Palo Alto e il campo da golf municipale. Nel 2004, le opere di colmamento per costruire il campo da golf e l'aeroporto avevano ridotto la superficie della palude di marea a 1,42 km².

## Storia
La regione delle Baylands nota come Byxbee Park Hills prende il nome da John Fletcher Byxbee Jr., ingegnere cittadino di Palo Alto dal 1906 al 1941. Byxbee faceva parte della prima classe di diplomati della Palo Alto High School. Successivamente, alla Stanford University, ebbe come professore C. D. Marx, fondatore del sistema di servizi pubblici della città di Palo Alto, e si laureò con un B.A. in ingegneria civile nel 1902. Dapprima nominato assistente ingegnere cittadino, divenne ingegnere cittadino nel 1906.
Lucy Evans si laureò alla Stanford nel 1929 e insegnò alla Mayfield School per 23 anni. Si batté per la conservazione delle Baylands e la sua determinazione le valse l'appellativo di «Baylands Lucy». Morì improvvisamente nel 1978. Il Baylands Nature Interpretive Center venne ridedicato alla sua memoria nel dicembre 1978.
La Harriet Mundy Marsh si estende dal Lucy Evans Nature Interpretive Center fino a Sand Point e venne battezzata così il 23 ottobre 1982 in onore di Harriet Mundy, che aveva fatto circolare una petizione che spinse il Consiglio comunale a bloccare lo sviluppo di una proposta privata da 30 milioni di dollari con la quale si volevano sfruttare la Baylands di Palo Alto per scopi commerciali e industriali.
Il progetto di ripristino ambientale delle Emily Renzel Wetlands venne completato nel 1992, utilizzando una sovvenzione di un milione di dollari stanziati dalla California Coastal Conservancy per accrescere la porzione di palude salmastra della zona umida con acqua proveniente dalla baia e creare un nuovo stagno di acqua dolce di sei ettari. Lo stagno di acqua dolce utilizza l'acqua pompata dal vicino impianto regionale di controllo della qualità dell'acqua di Palo Alto ed è stato così chiamato in onore dell'ex membro del consiglio comunale Emily Renzel per il suo instancabile lavoro di oltre 20 anni per preservare e proteggere le Baylands di Palo Alto.

## Ecologia
Le Baylands ospitano numerose specie di piante e animali, tra cui il porciglione di Ridgway, prossimo alla minaccia, e il topo delle messi delle paludi salmastre, in via di estinzione. Diverse coppie riproduttrici di volpe grigia (Urocyon cinereoargenteus) abitano nelle Baylands, dove sono relativamente al sicuro da grandi predatori come il puma (Puma concolor).

## Attività ricreative

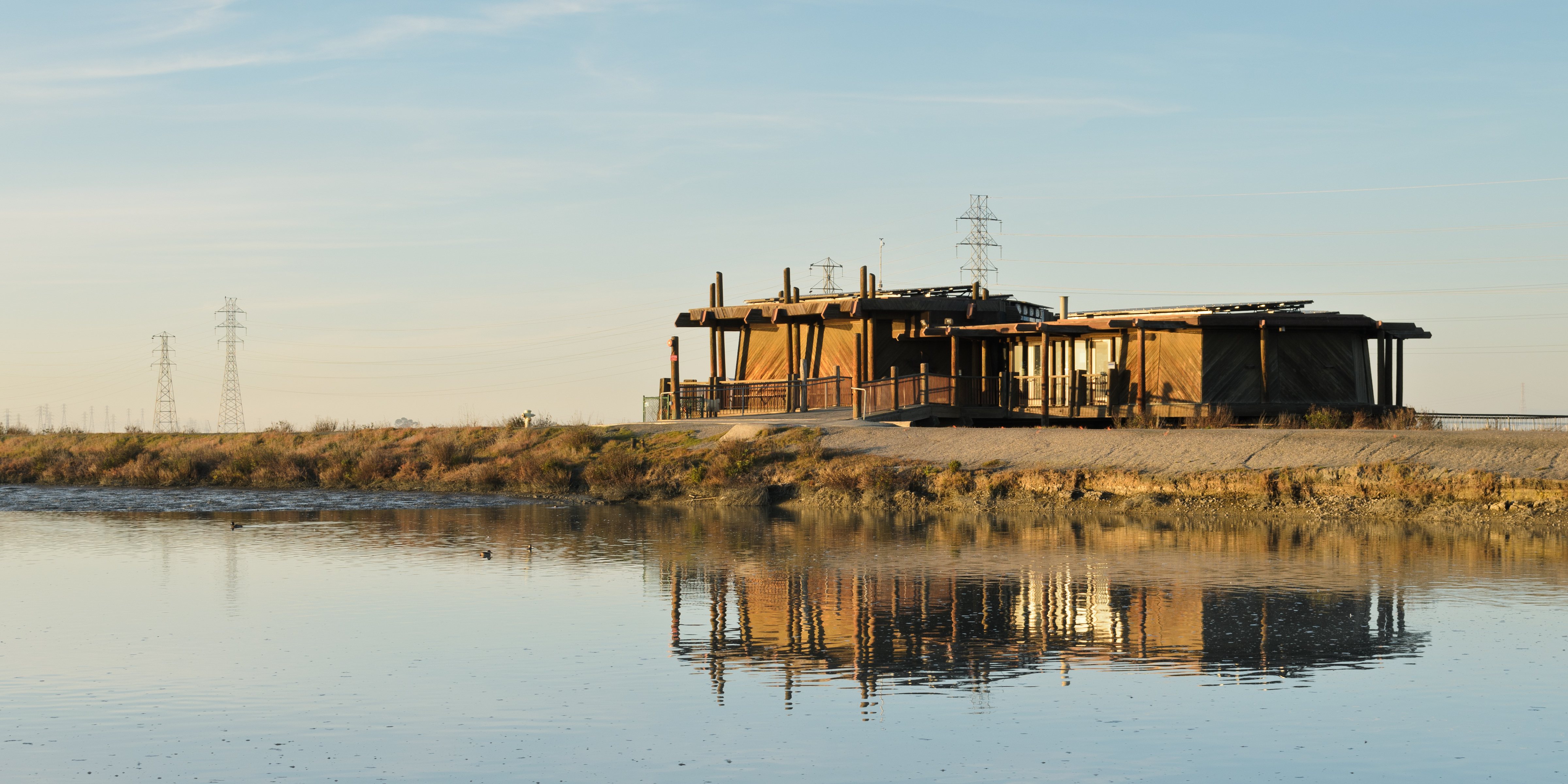
Il Lucy Evans Baylands Nature Interpretive Center

La riserva è attraversata da 24 chilometri di sentieri multiuso e comprende il Lucy Evans Baylands Nature Interpretive Center, il Palo Alto Duck Pond (originariamente costruito come piscina pubblica) e campi da baseball e softball presso il Baylands Athletic Center.
Il Lucy Evans Baylands Nature Interpretive Centre è costruito su palafitte ai margini della palude salmastra. Una passeggiata su una passerella di tavole conduce per 400 metri attraverso la palude fino alle acque aperte e ad una veduta panoramica della baia di San Francisco. Il centro interpretativo è stato rinnovato nel 2017, la passerella nel 2019.